# Lambertus Gerhardus Oldenbanning
Lambertus Gerhardus Oldenbanning (Oosterhesselen, Drenthe, 1 december 1919 - Haren, 25 oktober 2003) was een Nederlands politicus. Hij was van 1963 tot 1965 Tweede Kamerlid voor de VVD.
- Biografisch Portaal: 50988058
- Parlement.com: vg09ll3r3vyw